# Lesní Jakubov
Lesní Jakubov – miejscowość i gmina (obec) w Czechach, w kraju Wysoczyna, w powiecie Třebíč. W 2022 roku liczyła 103 mieszkańców.